# Dolichopeza defecta
Dolichopeza defecta är en tvåvingeart som beskrevs av Edwards 1933. Dolichopeza defecta ingår i släktet Dolichopeza och familjen storharkrankar. Inga underarter finns listade i Catalogue of Life.